# Emeri de Banyoles
Emeri, Emer, Amer o Mer (Narbona, s. VIII – Sant Esteve de Guialbes, entre 800 i 827) va ésser un monjo benedictí, llegendari fundador i abat del monestir de Sant Esteve de Banyoles.

## Vida
Les dades sobre la seva vida es barregen amb elements clarament llegendaris. Podria haver existit com a monjo benedictí establert a la rodalia de Banyoles, i, al seu voltant, s'ha anat originant la llegenda, vinculada a la fundació del monestir de Sant Esteve. Avui, però, s'ha demostrat que el monestir va ser fundat amb posterioritat, el 812, per un altre monjo.
La tradició situa el naixement d'Emeri a Narbona, al sud de França, al segle viii, fill de Baldiri i de santa Càndida. Tot i que el seu pare era noble, Emeri va refusar la vida militar i va voler seguir la religiosa, retirant-se com a anacoreta. Cridat per Carlemany, l'acompanyà en la seva campanya contra els musulmans a terres de Girona.
Emer es va establir a Banyoles, on la tradició, que avui s'ha demostrat incorrecta, deia que va fundar el monestir benedictí de Sant Esteve de Banyoles. Després, i com que molta gent s'arribava al monestir per la seva fama de santedat, marxà i es retirà a una ermita propera a la riera de la Farga, a Sant Esteve de Guialbes (municipi de Vilademuls), on va viure com a eremita i on va morir entre el 800 i el 827.
El seu deixeble Patrici l'enterrà a la mateixa ermita i després ingressà al monestir de Banyoles. Avui, les seves relíquies es troben a la parròquia d'Olives, a Sant Esteve de Guialbes, edificada sobre l'ermita i on fou trobat el cos el 4 de juny de 1627, davant de l'altar major. Durant la Guerra Civil, el 1936, van perdre's la major part de les relíquies.

### Historicitat
En realitat, el monestir de Banyoles va ser fundat cap al 812 per l'abat Bonitus, a qui va succeir l'abat Mercoral. Alguns autors, com Villanueva han tractat d'identificar Mer amb l'abat Mercoral, però d'altres, com Lluís Constans (1985), creuen que és forçat i que és millor considerar sant Mer només com un fundador llegendari.

## Llegendes
Se li atribueixen diversos miracles i prodigis. Deien que duia un cantiret amb uns peixos i que cada dia en treia per donar menjar a l'exèrcit de Carlemany que assetjava Girona: sempre n'hi havia prou i mai no s'acabaven.
En arribar les tropes carolíngies a Banyoles, van saber que un drac monstruós que vivia al llac assolava la vila. Diu Joan Amades:
"les tropes cristianes havien de combatre un drac ferotge i enorme que tenia el seu cau a l'estany de Banyoles; aquest drac posseïa la propietat de volar, nedar i caminar i amb el seu alè fètid infestava tot el Gironès i feia la vida impossible a gents i bestiar"
Els cavallers que intentaren acabar amb ell no van poder fer-ho, però Mer, apropant-se a la Cova de la Draga, on vivia el drac, va beneir-lo i l'amansí: Mer el lligà amb el seu cinyell i el passejà per la vila, on els vilatans van matar l'animal. Diu Joan Amades: 
"Tot sol es va adreçar al cau del monstre confiant en Déu, traçà el senyal de la creu sobre el drac i aquest perdé la ferotgia, mentre el Sant li posava el cíngol o l'estola al coll, amb el qual per regna el conduí mansoi com un gos fins a Carlemany"
L'episodi llegendari simbolitza el triomf del cristianisme sobre el paganisme, que no havia pogut aconseguir ni l'exèrcit imperial.

## Veneració
Al llarg dels segles, la veneració al sant ha estat gran a la comarca del Pla de l'Estany: en èpoques de sequera o epidèmies, el sant era invocat. S'atribueix a la seva intercessió la pluja que caigué entre el 5 i el 15 de maig de 1651 i que acabà amb la gran sequera que havia acabat amb les collites. L'any següent, la pesta va acabar amb un 10% de la població de Banyoles; el municipi va acordar que si acabava la plaga, portarien el cos del sant patró, Sant Martirià, en processó fins a l'ermita de Sant Mer. Com que l'epidèmia acabà, el 5 de maig de 1653, es va fer la processó de Banyoles a Sant Esteve de Guialbes. Altres cops, i per circumstàncies similars, van fer-se processons similars.
La festivitat litúrgica és el 27 de gener, dia que es fa un aplec a Sant Esteve de Guialbes.

## Santa Càndida de Banyoles
Santa Càndida o Càndia era la mare de Sant Mer. La tradició diu que va tenir una visió que li va anunciar el naixement i la glòria del seu fill. En quedar vídua, Càndida va anar a cercar el seu fill per viure amb ell, però Mer, que no volia destorbar el recolliment de la seva vida eremítica, li digué que li faria una ermita allí on caigués el seu bàcul: el llançà i va caure a mig kilòmetre de distància, on avui hi ha l'ermita de Santa Càndida (també al terme de Sant Esteve de Guialbes). Allí es retirà Càndida a viure també com a eremita, i hi va morir cap a l'any 798. La seva festivitat també se celebra el 27 de gener.